# Ethan Mao
Ethan Mao é um filme americano de 2004, do gênero drama escrito e dirigido por Quentin Lee. Foi exibido no Festival de Cinema AFI em 10 de Novembro de 2004, e no festival de filmes Lésbicos e Gays em Hong Kong em 10 de dezembro do mesmo ano. O DVD foi lançado na América do Norte em 20 de setembro de 2005.

## Enredo
Ethan Mao (Jun Hee Lee) é um adolescente asiático gay que foi expulso de sua casa depois de sua madrasta Sarah (Julia Nickson-Soul) encontra uma revista pornográfica gay em seu quarto e mostra-lo a seu pai. Na rua, Ethan é forçado a se tornar um garoto de programa para ganhar dinheiro. Logo, ele se reúne Remigio (Jerry Hernandez), um adolescente traficante de drogas, e os dois se tornam amigos e vivem juntos por um período.
Ethan e Remigio pretendem ir para a antiga casa de Ethan durante o feriado de Ação de Graças (quando Ethan sabe que sua família iria estar afastado visitando parentes distantes) para obter dinheiro e colar-que da falecida mãe de Ethan, pois ele sente que é a única coisa que ele tem de lembrança de sua mãe. Mas a família acaba retornando à casa para pegar um presente esquecido, Ethan e Remigio estão dentro da casa, e eles são forçados a tomar todos como reféns.
O plano da dupla é manter o pai de Ethan, o Sr. Abraham, sua madrasta Sarah, seu meio-irmão Josh (Kevin Kleinberg), e irmão mais novo de Noel em casa até o dia seguinte quando os bancos se abrirem para Sarah pode ir para o cofre e recuperar o colar da mãe de Ethan. Tudo vai bem até que no dia seguinte, em seguida ao banco, Sarah acaba decidindo chamar a polícia.
Como os policiais cercam a casa, Ethan e Remigio são forçados a fazer uma escolha sobre como tudo vai chegar a um fim. Eles decidem sair juntos e se entregam à polícia. Depois eles se beijam, o filme corta para eles na cama juntos, sem luzes acesas. Remigio pede Ethan para Ethan lhe contar quando se apaixona por alguém pela primeira vez. Ethan responde positivamente que, se ele se apaixona por alguém, ele vai fazer Remigio a ser a primeira pessoa a beijar.

## Elenco
- Jun Hee Lee como Ethan Mao
- Jerry Hernandez como Remigio
- Raymond Ma como Abraham Mao
- Julia Nickson-Soul como Sarah Mao
- Kevin Kleinberg como Josh
- David Tran como Noel Mao